# Bernarda Albas Haus (Oper)
Bernarda Albas Haus ist eine Oper in drei Akten von Aribert Reimann mit einem eigenen Libretto nach Federico García Lorcas Drama La casa de Bernarda Alba in der Übersetzung von Enrique Beck. Sie wurde am 30. Oktober 2000 im Nationaltheater München uraufgeführt.

## Handlung

### Erster Akt
Weißer Innenraum mit dicken Mauern und Bogentüren im Sommer
Bernarda Albas schwachsinnige Mutter María Josefa und ihre beiden Mägde erwarten die Rückkehr der Hausherrin und ihrer fünf erwachsenen Töchter von der Beerdigung ihres zweiten Mannes. Bernarda hat sich nach dem Tod ihres Vaters völlig von der Außenwelt zurückgezogen und regiert ihren Haushalt mit großer Härte – wofür sie die Magd La Poncia hasst. Allmählich treffen die Frauen der Trauergemeinde und anschließend auch Bernarda und ihre Töchter ein. Sofort beginnt Bernarda, die Mägde herumzukommandieren. Sie will nicht, dass die Männer, die sich bereits im Innenhof betrinken, ins Haus kommen. Bernarda spricht ein Requiem für den Verstorbenen. Die Frauen gehen, und La Poncia beginnt, den Fußboden zu säubern. Bernarda legt eine achtjährige Trauerzeit fest, während der niemand das Haus verlassen darf. Ihre Töchter sollen diese Zeit nutzen, um Bettwäsche für ihre Aussteuer herzustellen. Magdalena erklärt, dass sie niemals heiraten wolle. Die bereits 39 Jahre alte Angustias aus der ersten Ehe Bernardas dagegen will den jungen Pepe el Romano heiraten. Ihre Schwestern necken sie, weil Pepe offensichtlich nur an ihrem Geld interessiert ist. Nach dem Erbe ihres Vaters erhält Angustias nun auch den Großteil des Geldes ihres Stiefvaters, während ihre Halbschwestern bedeutend weniger bekommen sollen. María Josefa tritt ein. Sie hat sich mit Blumen geschmückt und verkündet, dass keine ihrer Enkelinnen jemals heiraten werde. Sie werde ihnen auch nichts hinterlassen, sondern wolle selbst noch einmal heiraten und das Leben in ihrem Heimatdorf genießen. Die anderen sperren sie auf Befehl Bernardas ein.
Zwischenspiel I

### Zweiter Akt
Weißer Innenraum in Bernardas Haus
In Gegenwart La Poncias arbeiten Angustias, Amelia und Martirio an den Laken für ihre Aussteuer. Das Gespräch kommt auf Angustias Beziehung zu Pepe. La Poncia erscheint der junge Mann verdächtig. Sie hat ihn in der vergangenen Nacht noch gegen vier Uhr gehört, obwohl sein Stelldichein mit Angustias schon gegen halb zwei beendet war. Adela kommt herein. Sie ist ersichtlich stark übermüdet. Nachdem die Magd die anderen Schwestern heraus gerufen hat, stellt La Poncia Adela zur Rede: Adela trifft sich offenbar ebenfalls mit Pepe und hintergeht somit ihre eigene Schwester. Als die drei anderen zurückkehren, wird ersichtlich, dass auch Martirio über Adelas Geheimnis Bescheid weiß. Auch sie nutzt kurz darauf eine Gelegenheit zum Gespräch unter vier Augen mit Adela, die aber nichts gesteht. Angustias beschuldigt ihre Schwestern, ein Bild von Pepe, dass sie unter ihrem Kopfkissen verwahrt hatte, gestohlen zu haben. Nach allgemeiner Suche findet es La Poncia in Martirios Bett, woraufhin Bernarda diese schlägt. Als es zum Streit zwischen den Schwestern kommt, wirft Bernarda alle hinaus. La Poncia warnt ihre Herrin vor den Folgen ihrer Strenge, die zu den heftigen Gefühlen zwischen den Schwestern geführt habe. Sie meint, dass Pepe besser Adela als Angustias heiraten solle. Nacheinander kehren Angustias, Martirio und Adela zurück. Die Magd berichtet, dass die Menschen an der Straße zusammenlaufen, und alle gehen hinaus, um den Grund zu erfahren. Martirio und Adela kommen schnell wieder herein und streiten wegen Adelas Verhältnisses mit Pepe. Kurz darauf kehren auch Magdalena, Angustias, La Poncia und Bernarda zurück. La Poncia erzählt, dass eine Nachbarstochter ihr uneheliches Kind getötet habe und in diesem Moment von den Dorfbewohnern gelyncht werde. Adela wird nervös, doch Bernarda fordert unbarmherzig: „Schlagt sie tot!“
Zwischenspiel II
Hinter der Bühne bittet Adela die Heilige Barbara um Schutz „vor dem Funkenschlag und vor dem bösen Blitzstrahl“.

### Dritter Akt
Vier weiße, leicht bläuliche Wände des Innenhofes von Bernardas Haus; Nacht
Bernarda fordert Angustias auf, sich mit Martirio zu versöhnen, damit der Streit nicht nach außen getragen werde und die Fassade gewahrt bleibe. Da Pepe diesen Abend nicht kommen wird, wollen sie früh zu Bett gehen. Die vier anderen Schwestern kommen hinzu. Sie unterhalten sich über die dunkle Nacht und die Sterne, von denen besonders Adela fasziniert ist. Angustias verabschiedet sich. Kurz darauf gehen auch Amelia, Magdalena, Adela und Martirio. Trotz weiterer Warnungen La Poncias ist Bernarda zuversichtlich, ruhig schlafen zu können. Sie zieht sich zurück. La Poncia vertraut der Magd ihre Sorgen an. Dabei vergleicht sie Martirio, deren Liebe zu Pepe unerwidert bleibt, mit einem „Giftbrunnen“. Nachdem die beiden gegangen sind, erscheint die alte María Josefa mit einem Schaf im Arm, das sie wie ein kleines Kind bemuttert. Adela tritt in Unterkleidern in den Raum, schaut sich um und verschwindet durch die Tür zum Hof. Wenig später erscheint auch Martirio, die sich über das Verhalten ihrer Großmutter wundert. María Josefa antwortet ihr in prophetisch wirkenden unklaren Worten und entfernt sich anschließend mit dem Schaf. Martirio verlangt von Adela, ihre Ambitionen auf Pepe aufzugeben, und gesteht ihr ihre eigene Liebe zu ihm. Adela beharrt jedoch darauf, das Verhältnis fortzusetzen, selbst wenn Pepe Angustias heiraten sollte. Sie ist bereit, dafür den Hass der Dorfbewohner auf sich zu ziehen. Daraufhin ruft Martirio nach ihrer Mutter und verrät dieser Adelas Geheimnis. Adela rebelliert nun offen gegen Bernarda, entreißt ihr den Schlagstock und zerbricht dieses Züchtigungsinstrument, das „Szepter der Herrscherin“. Bernarda greift nach ihrem Gewehr und rennt hinaus. Martirio folgt ihr. Kurz darauf fällt ein Schuss, und Martirio berichtet der besorgten Adela, es sei „aus mit Pepe el Romano“. Adela zieht sich entsetzt in ihr Zimmer zurück. Martirio erklärt La Poncia und Amelia, dass Pepe davongeritten sei. Bernarda hatte nicht gut gezielt. Nachdem aus Adelas Zimmer ein Schlag erklingt, brechen La Poncia und Bernarda ihre Tür auf: Adela hat sich erhängt. Bernarda fordert die anderen auf, sie wie eine Jungfrau zu kleiden. Die Dorfbewohner sollen glauben, dass sie „unberührt gestorben“ sei. Von nun an soll sich das Haus in Schweigen hüllen.

## Gestaltung

### Musik
Die drei Akte der Oper sind durch Zwischenspiele miteinander verbunden. Sie gehen ohne Pause ineinander über.
Die Oper ist – abgesehen von einem hinter der Szene platzierten kleinen Männerchor – ausschließlich für Frauenstimmen komponiert. Die Orchesterbesetzung ist unkonventionell. Reimann verzichtet auf hohe Streicher, fordert stattdessen aber zwölf Violoncelli. Bei den Holzbläsern verlangt er sämtliche Tonlagen von Flöten und Klarinetten, aber keine Oboen. Bei den Blechbläsern fehlen die Hörner. Es gibt vier Konzertflügel, von denen zwei mit Gummistücken präpariert werden müssen, um „in ihrem abgedeckten, schnell verstummenden Klang das Nicht-atmen-können“ hörbar zu machen. Die beiden anderen Flügel übernehmen meistens die Aufgaben des fehlenden Schlagwerks. Reimann selbst äußerte sich zu der gewählten Besetzung folgendermaßen:

„Der furchteinflößende Realismus des Stückes hat seinen Niederschlag in der Orchesterbesetzung gefunden: Alles wird bloßgelegt, nichts verklausuliert […] Den harten Grund meines Orchesterapparates in Bernarda geben vier Klaviere; weder Schlagzeug noch Kontrabässe sind besetzt. Mit drei sehr unterschiedlichen Klangfeldern versuche ich, das hervorzuholen, was hinter den Personen liegt – im geschlossenen Raum dieses Hauses, aus dem es kein Entkommen gibt. Die Klaviere haben eine starke Verbindung zu Bernardas Töchtern […] Hinzu kommen Holzbläser […] Die weich klingenden Instrumente wie Fagotte oder Hörner habe ich ausgespart. Sonst wäre Bernardas Machtgebaren nicht zu vermitteln gewesen. Das dritte Klangfeld bilden zwölf Celli.“

Der volle Celloklang ist La Poncia zugewiesen, die als einzige vernünftige Person der Oper einen Gegenpol zur herrschsüchtigen Bernarda bildet. Die Rolle der verrückten Großmutter María Josefa entspricht sowohl musikalisch als auch dramaturgisch derjenigen des Narren in Reimanns Oper Lear.
Die Musik enthält keine typisch andalusischen Klänge. Im zweiten Zwischenspiel singt Adela das von Lorca im letzten Akt zitierte mittelalterliche Lied Santa Bárbara bendita zu einer Vokalise, die zuvor in einem Dialog ihrer Schwester Angustias und ihrer Mutter erklungen war. Adela singt sie jedoch eine Oktave höher, da sie sich als wahre Braut Pepes wähnt. Die dritte Strophe des Lieds singen Amelia, Magdalena, Angustias und La Poncia in spanischer Sprache gemeinsam nach Adelas Tod. Anschließend erklärt Martirio: „Sie tausendfach Glückliche, dass sie ihn hat haben können.“
Die Partie der Martirio, ein dramatischer Koloratursopran, hält Ulrich Schreiber für „nicht nur hinsichtlich ihrer psychischen Entwicklung die interessanteste Gestalt“. Sie benutze ihre Fiorituren „als Waffe gegen die Umwelt“ und beherrsche durch ihren „hysterische[n] Dauerton“ die Oper weitgehend.

### Orchester
Die Orchesterbesetzung der Oper enthält die folgenden Instrumente:
- Holzbläser: Piccoloflöte, Flöte, Altflöte, Bassflöte, Es-Klarinette, Klarinette, Bassetthorn, Bassklarinette, Kontrabassklarinette
- Blechbläser: drei Trompeten, drei Posaunen, Tuba
- vier Konzertflügel (z. B. Steinway B oder Yamaha C6, auch präpariert)
- zwölf Violoncelli (teilweise solistisch)

## Werkgeschichte
Bernarda Albas Haus ist Aribert Reimanns siebte Oper. Sie entstand in den Jahren 1998 bis 2000 im Auftrag der Bayerischen Staatsoper München. Das Libretto erstellte der Komponist selbst nach Enrique Becks deutscher Übersetzung von Federico García Lorcas 1936 vollendetem Drama La casa de Bernarda Alba. Reimann hatte sich bereits ab 1992 nach der Vollendung seiner Oper Das Schloss eingehend mit Lorcas Tragödie beschäftigt. Auf den spanischen Dramatiker und dessen Schauspiel Das Publikum hatte ihn schon 1987 bei einer Reise nach Mexiko ein Deutschmexikaner hingewiesen.:374 Das Libretto folgt der Vorlage fast wörtlich, enthält aber einige dramaturgische Änderungen. Reimann entfernte eine Episode und verlegte den Bericht über das Begräbnis von Bernardas zweitem Mann an den Anfang hinter den Schrei ihrer Mutter.
Die Uraufführung fand am 30. Oktober 2000 im Nationaltheater München statt. Die Inszenierung stammte von Harry Kupfer, das Bühnenbild von Frank Philipp Schlößmann und die Kostüme von Klaus Bruns. Die musikalische Leitung hatte Zubin Mehta. Die Darsteller waren Helga Dernesch (Bernarda Alba), Inge Keller (María Josefa), Anne Pellekoorne (Angustias), Jennifer Trost (Magdalena), Margarita De Arellano (Amelia), Claudia Barainsky (Martirio), Anna Korondi (Adela), Isoldé Elchlepp (La Poncia) und Snejinka Avramova (Magd). Um die „Ausweglosigkeit der eingeschlossenen Mädchen und die emotionale Kälte im heißen Spanien“ anzudeuten, wurden 230 Stühle auf die Bühne gestellt. Die Produktion wurde in der Kritikerumfrage der Zeitschrift Opernwelt zur „Uraufführung des Jahres“ gewählt.
Weitere Aufführungen gab es 2001 an der Komischen Oper Berlin (Dirigent: Friedemann Layer, Koproduktion mit der Bayerischen Staatsoper) und in den Auditori Jardins del Castell in Barcelona (Dirigent: Winfried Müller) sowie 2002 im Stadttheater Bern (Dirigent: Daniel Klajner). 2023 inszenierte Dietrich Hilsdorf die Oper am Musiktheater im Revier Gelsenkirchen (Dirigent: Johannes Harneit). Regine Müller bezeichnete die Aufführung in Die Deutsche Bühne als „perfekte Inszenierung“, die einen „exemplarischen, letztgültigen Eindruck“ hinterlasse. Anders als die Inszenierungen in München und Bern, die das Geschehen in abstrakten Kunsträumen erzählen, schuf in Gelsenkirchen Dieter Richter ein realistisches Bühnenbild.

## Aufnahmen
- 3. November 2000 – Zubin Mehta (Dirigent), Harry Kupfer (Inszenierung), Bayerisches Staatsorchester München, Chor der Bayerischen Staatsoper München.
 Helga Dernesch (Bernarda Alba), Inge Keller (María Josefa), Anne Pellekoorne (Angustias), Jennifer Trost (Magdalena), Margarita De Arellano (Amelia), Claudia Barainsky (Martirio), Anna Korondi (Adela), Isoldé Elchlepp (La Poncia), Snejinka Avramova (Magd).
 Live aus München.[6]